# Refúgio Misto da Vida Selvagem de Finca Barú del Pacífico
O Refúgio Misto da Vida Selvagem de Finca Barú del Pacífico (em castelhano:  Refugio de Vida Silvestre Mixto Finca Barú del Pacífico) é uma área protegida na Costa Rica, administrada sob a Área de Conservação do Pacífico Central. Foi criada em 1995 pelo decreto 24.639-MIRENEM.